# Jörg Streng
Jörg Streng (* 24. Januar 1965 in Flensburg) ist ein deutscher Architekt, Gitarrist, Komponist und Liedermacher.

## Leben
Jörg Streng ist als Architekt und Stadtplaner in Bayreuth tätig. Gemeinsam mit seiner Frau Gisela leitet er dort seit vielen Jahren ehrenamtlich das „UNTERWEGS“-Musikteam, das auf sehr vielfältige Weise – mit Liedern, durch CD-Produktionen, in Konzerten und Liedergottesdiensten, mit Lieder-Videos und durch Hörbücher – die gute Nachricht von Jesus Christus weitergeben möchte. Das erste Solo-Album von Jörg Streng Über Grenzen gehen erschien im September 2016, musikalisch arrangiert und produziert von David Plüss, der auch die weiteren Alben von Jörg Streng produzierte.
Die Kompositionen des Liedermachers sind im SCM Hänssler-Verlag sowie im „UNTERWEGS“-Eigenverlag erschienen. Mitwirkende sind der UNTERWEGS-Chor, der ERF-Studiochor und Solisten wie Christoph Zehendner und Sarah Kaiser. An vielen Wochenenden ist er mit seinen Liedern zu christlichen Veranstaltungen in Kirchengemeinden oder bei Kongressen unterwegs. Einige seiner Lieder wurden in das Liederbuch Feiert Jesus! aufgenommen.
Jörg Streng ist verheiratet mit Gisela, die von Beruf Musikpädagogin ist. Das Paar hat vier Kinder und wohnt in Bayreuth.

## Veröffentlichungen

### Diskografie
| Jahr | Titel                                | Label                 |
| ---- | ------------------------------------ | --------------------- |
| 1999 | Du stehst zu mir                     | SCM Hänssler          |
| 2001 | Was wirklich wichtig ist             | UNTERWEGS Musikverlag |
| 2003 | Klare Worte                          | SCM Hänssler          |
| 2008 | Unterwegs                            | SCM Hänssler          |
| 2010 | Auf der sicheren Seite               | UNTERWEGS Musikverlag |
| 2012 | In seiner Spur                       | UNTERWEGS Musikverlag |
| 2014 | Gott macht es gut                    | SCM Hänssler          |
| 2015 | Musikgeschichten – Lieder & Gedanken | SCM Hänssler          |
| 2016 | Über Grenzen gehen                   | SCM Hänssler          |
| 2019 | Dem Ziel entgegen                    | UNTERWEGS Musikverlag |
| 2023 | In dir geborgen                      | UNTERWEGS Musikverlag |
| 2024 | Land in Sicht                        | UNTERWEGS Musikverlag |

### Musikdrucke
- Du stehst zu mir (Liederbuch), SCM Hänssler Verlag, Holzgerlingen 1999, ISBN 978-3-7751-3387-6.
- Klare Worte (Liederbuch), SCM Hänssler Verlag, Holzgerlingen 2004, ISBN 978-3-7751-4181-9.